# Tromsø

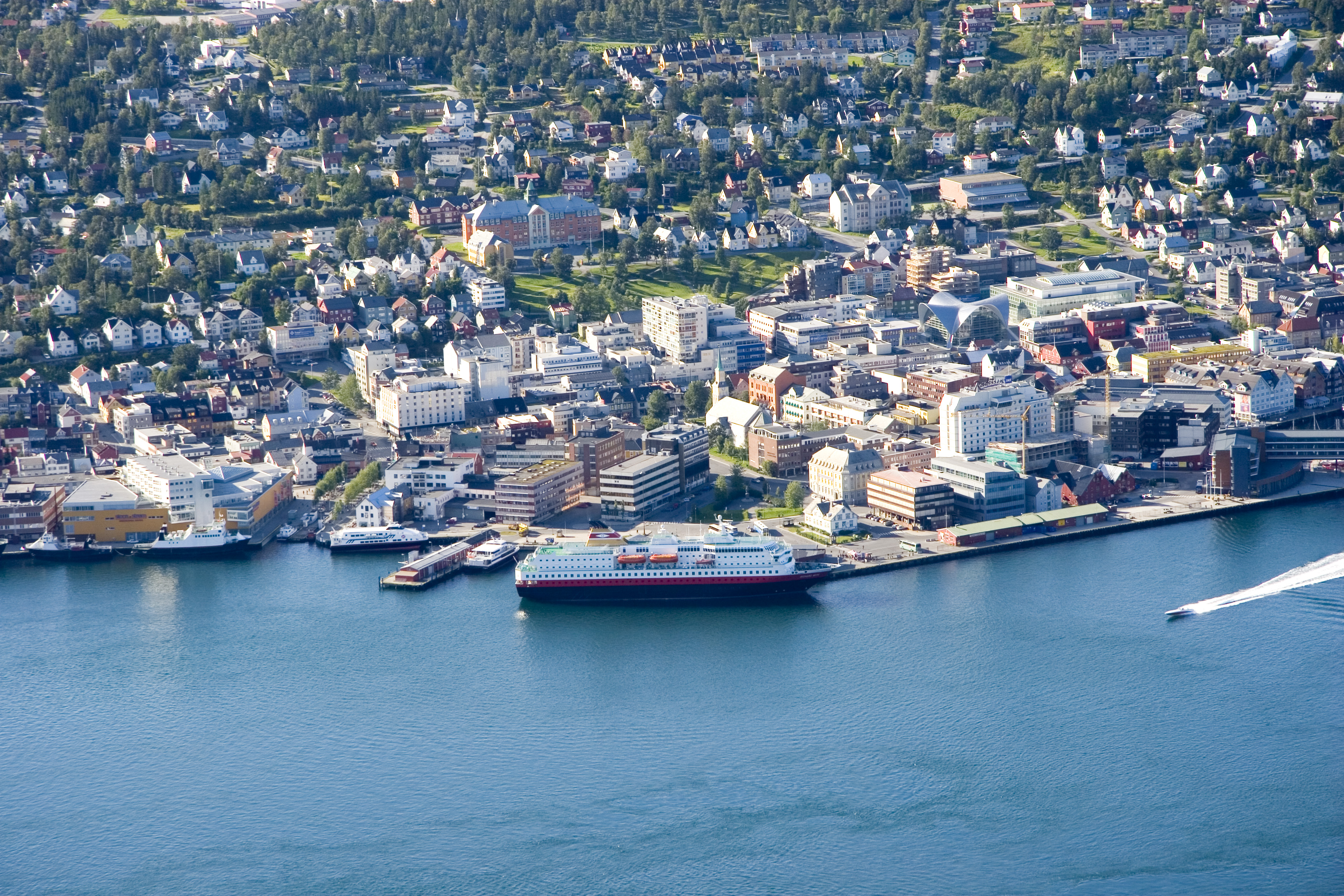
Tromsø

Tromsø este un oraș în nordul Norvegiei, în județul Troms. Ca populație este al 7-lea oraș ca mărime din Norvegia (66.500 locuitori) și a 9-a zonă urbană ca mărime.
Cu o suprafață de 2.558 km2 (din care aproximativ jumătate pe insula Tromsøya) este se situează pe locul 2 ca suprafață în Europa după orașul Rovaniemi din Finlanda.
Are universitate, aeroport, două ziare zilnice, dar nu are gară deoarece trenurile nu merg mai la nord de Bodø. Universitatea din Tromsø este cea mai nordică universitate din lume și tot în Tromsø se găsește și cea mai nordică catedrala din lume.
Multe atracții ale orașului sunt legate de poziția orașului, situat cu 344 km deasupra Cercului Polar. Un astfel de exemplu este Polaria, un mic muzeu în care vizitatorii pot afla multe lucruri despre regiunile polare și formele de viață existente în aceste regiuni. Există acvarii, numeroase expoziții, doua cinematografe.
Ishavskatedralen („Catedrala Oceanului Arctic”) este cea mai fotografiată atracție a orașului. Construcția din anul 1965 conține una dintre cele mai mari ferestre cu vitralii din Nordul Europei.
Este poreclit „Parisul Nordului.”